# Jef Planckaert
Joseph (Jef) Planckaert (Poperinge, 5 mei 1934 - Otegem, 22 mei 2007) was een Belgisch wielrenner. 

## Biografie
Jef Planckaert was beroepswielrenner van 1956 tot 1965. Hij wordt gezien als een van de beste Belgische renners van eind jaren vijftig begin jaren zestig.
Hoogtepunt was het jaar 1962 toen hij op de Citadel van Namen Belgisch kampioen werd, Parijs-Nice en de Ronde van Luxemburg won, Luik-Bastenaken-Luik op zijn naam schreef en tweede werd in het eindklassement van de Ronde van Frankrijk na Jacques Anquetil. Verder won hij in 1958 Omloop Het Volk en in 1957, 1960 en 1963 de Vierdaagse van Duinkerke.
Hij was ook een verdienstelijk ronderenner. In de Ronde van Frankrijk eindigde hij zes keer bij de eerste twintig in het eindklassement. In 1961 won hij de zesde etappe met aankomst in Belfort. Tijdens het seizoen 1962 was hij een gewaardeerd helper in de rode brigade (Faema-Flandria) van Rik Van Looy. Planckaert beëindigde zijn loopbaan in 1965 en overleed op 22 mei 2007 na een slepende ziekte op 73-jarige leeftijd.
Tijdens de Tour de France van 2007 werd stil gestaan bij Jefs overlijden. De Tour-karavaan trok op 10 juli door Otegem, de Belgische woonplaats van Planckaert alwaar Bernard Hinault, pr-directeur van de Tour, die dag samen met de weduwe van Planckaert een herdenkingsceremonie in het stadje bijwoonde.
Tijdens de Ommegangsfeesten van 2009 werd er een standbeeld onthuld voor Jef Planckaert. Het beeld, gemaakt door Carlos Caluwier, staat opgesteld in het centrum van Otegem.

## Overwinningen
1954
- Gent - Staden
- GP van Isbergues
- Grand Prix du Printemps-Hannut (onafhankelijken)
- Waregem-Petegem (onafhankelijken)
- Brussel-Luik (onafhankelijken)
- Langemarken

1955
- Kuurne-Brussel-Kuurne
- Omloop der Zuid-West-Vlaamse bergen

1956
- 4e etappe Ronde van Zwitserland
- 3e etappe deel b Ronde van België
- Zwevegem
- Kortrijk
- Moorsele

1957
- 4e etappe Vierdaagse van Duinkerke
- Eindklassement Vierdaagse van Duinkerke
- Diksmuide
- Sint-Amands

1958
- Trofeo Fenaroli
- Omloop Het Volk
- Zwevegem

1959
- Nationale Sluitingsprijs
- Beernem
- 's-Gravenbrakel (Braine-le-Comte)

1960
- 4e etappe Ronde van Duitsland
- Kuurne-Brussel-Kuurne
- Eindklassement Vierdaagse van Duinkerke
- Vichte
- Brasschaat

1961
- Gullegem Koerse
- Brasschaat
- Wortegem
- Handzame
- Oostende
- Zwevegem

1962
- Eindklassement Parijs-Saint Etienne
- Eindklassement Parijs-Nice
- Paris - Saint-Jean d'Angély
- Luik-Bastenaken-Luik
- 3e etappe  Ronde van Luxemburg
- Eindklassement Ronde van Luxemburg
- 4e etappe deel A Ronde van België
- 2e etappe deel b, Ronde van Frankrijk ploegentijdrit samen met: Rik Van Looy, Roger Baens, Armand Desmet, Marcel Ongenae, Willy Schroeders, Edgard Sorgeloos, Guillaume Van Tongerloo, Piet van Est, Huub Zilverberg
- 1e in NK op de weg, Elite, België
- GP du Parisien,ploegentijdrit samen met: Rik Van Looy, Huub Zilverberg, Guillaume van Tongerloo, Edgard Sorgeloos, Peter Post
- Bellegem
- Zwevegem
- Wezet (Visé)

1963
- 5e etappe deel b Vierdaagse van Duinkerke
- Eindklassement Vierdaagse van Duinkerke
- Handzame
- Kortrijk
- Wortegem
- Ploërdut

1964
- GP du Tournaisis
- Stadsprijs Geraardsbergen
- 5e etappe deel b Giro di Sardegna
- Wetteren (dernycriterium)
- Kemzeke

1965
- 1e in Ruiselede

## Resultaten in voornaamste wedstrijden
| Jaar | Ronde van Italië | Ronde van Frankrijk | Ronde van Spanje |
| ---- | ---------------- | ------------------- | ---------------- |
| 1955 |                  |                     |                  |
| 1956 |                  |                     |                  |
| 1957 |                  | 16e                 |                  |
| 1958 | 20e              | 6e                  |                  |
| 1959 |                  | 17e                 |                  |
| 1960 |                  | 5e                  |                  |
| 1961 |                  | 15e (1)             |                  |
| 1962 |                  | ↑                   |                  |
| 1963 |                  | opgave              |                  |
| 1964 |                  | opgave              |                  |
| 1965 |                  | 56e                 |                  |

| Jaar | Milaan-San Remo | Gent-Wevelgem | Ronde van Vlaanderen | Parijs-Roubaix | Luik-Bast.‑Luik | Ronde van Lombardije | E3 Harelbeke | Waalse Pijl | Kuurne-Brussel-Kuurne |  | WK op de weg |  | Wereldranglijsten |
| ---- | --------------- | ------------- | -------------------- | -------------- | --------------- | -------------------- | ------------ | ----------- | --------------------- |  | ------------ |  | ----------------- |
| 1955 |                 |               |                      |                |                 |                      |              |             | Goud                  |  |              |  |                   |
| 1956 | Brons           | 16e           |                      |                | 27e             | 36e                  |              | 5e          | 5e                    |  |              |  | 5e (CDC)          |
| 1957 | 5e              | 5e            | ↑                    | 58e            | 5e              |                      |              | 7e          |                       |  |              |  | 6e (CDC)          |
| 1958 | 88e             |               |                      | 42e            |                 |                      |              | Zilver      |                       |  | 20e          |  | 12e (CDC)         |
| 1959 | 35e             |               |                      |                |                 |                      | 4e           | 42e         |                       |  |              |  |                   |
| 1960 |                 | Brons         | 11e                  | 13e            | ↑               |                      | 9e           |             | Goud                  |  | 11e          |  |                   |
| 1961 | 34e             |               | 21e                  | 41e            | 10e             |                      |              | 32e         |                       |  | 7e           |  |                   |
| 1962 | 26e             |               | 6e                   | 4e             | ↑               |                      |              |             |                       |  |              |  | (SPP)             |
| 1963 | 71e             | 45e           | 28e                  | 10e            |                 | 12e                  | ↑            |             |                       |  | 24e          |  |                   |
| 1964 | 30e             | 23e           | 27e                  | 13e            | 4e              |                      |              |             |                       |  |              |  |                   |
| 1965 |                 |               | 13e                  | 33e            |                 |                      |              |             |                       |  |              |  |                   |